# 臺灣守備隊
臺灣守備隊是台灣日治時期1907年至1919年的日本陸軍在臺灣常駐部隊，隸屬臺灣總督府陸軍部，轄下有台灣第一（台北）、第二（台南）守備隊，人數約6,400名，其前身為1896年編成的臺灣守備混成旅團，而比起臺灣守備混成旅團縮減了多支步兵聯隊。1919年8月20日，台灣守備隊擴充為台灣軍，並改隸於陸軍省。

## 介紹
臺灣守備混成旅團在日俄戰爭後被縮編，依1907年9月日16日公告《軍令陸第二號》改編為「臺灣守備隊」，臺灣守備隊總司令由臺灣總督兼任，此時期的編制如下：
- 臺灣第一守備隊司令部（臺北）
  - 步兵第一聯隊本部（臺北）
  - 步兵第一聯隊第一大隊（臺北、北埔）
  - 步兵第一聯隊第二大隊（臺北、大嵙崁、宜蘭）
  - 步兵第一聯隊第三大隊（臺中、埔里社）臺灣步兵第一聯隊埔里社分遣隊
  - 臺灣山砲兵第一中隊（臺北）

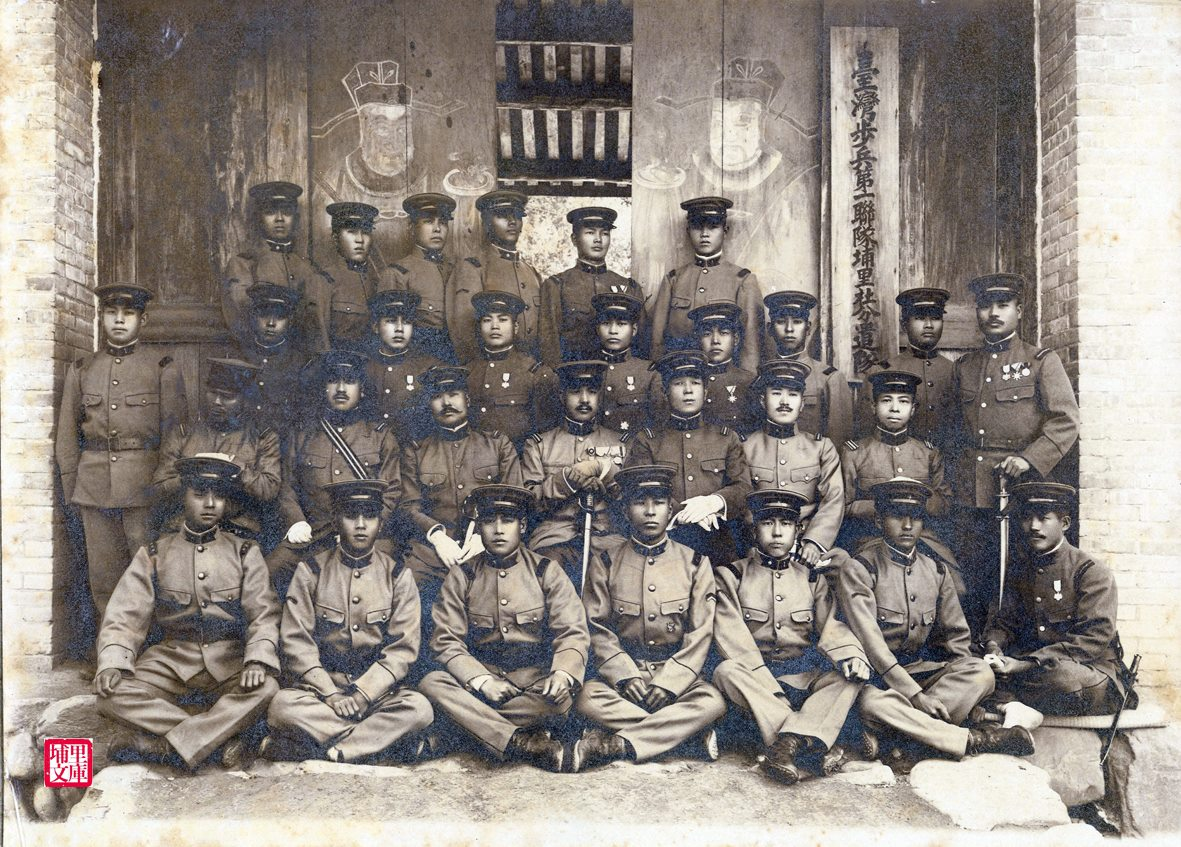
臺灣步兵第一聯隊埔里社分遣隊

- 臺灣第二守備隊司令部（臺南）步兵第二聯隊營舍
  - 步兵第二聯隊本部（臺南）
  - 步兵第二聯隊第一大隊（臺南、嘉義）

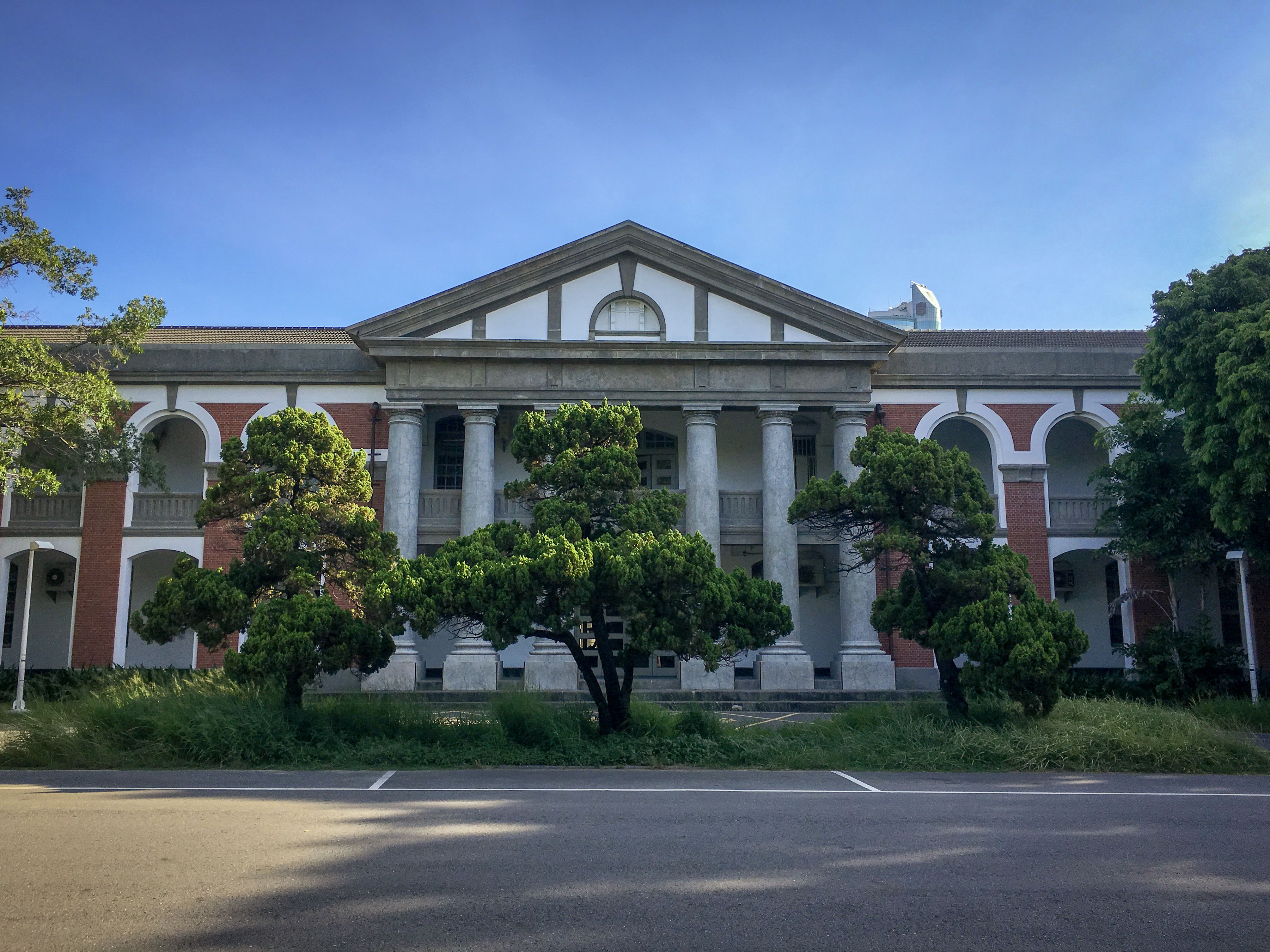
步兵第二聯隊營舍

  - 步兵第二聯隊第二大隊（鳳山、蕃薯寮、恆春）
  - 步兵第二聯隊第三大隊（花蓮港、璞石閣、卑南）
  - 臺灣山砲兵第二中隊（臺南）
- 基隆要塞司令部
  - 基隆重砲兵大隊
- 澎湖島要塞司令部
  - 澎湖島重砲兵大隊

## 外部連結
- 臺灣守備隊 （页面存档备份，存于）, 臺灣總督府報, 數位典藏與數位學習國家型科技計畫 Taiwan e-Learning & Digital Archives Program

| 先前機關： 台灣守備混成旅團 | 台灣軍事 1907年-1919年 | 後繼機關： 台灣軍 |